# Frans Snyders
Frans Snyders (Antwerpen, 1579. november 11. — Antwerpen, 1657. augusztus 19.) flamand csendéletfestő, állatfestő és vadászjelenetek megörökítője északi barokk stílusban.

## Élete, munkássága
Hendrik van Balen és ifj. Pieter Brueghel tanítványa volt. Többnyire szülővárosában élt és alkotott, kitűnt csendéleteivel és állatábrázolásaival. Gyakran együtt dolgozott Peter Paul Rubens festővel, feltehetően Rubens ösztönzésére vitt vászonra mozgalmas vadászjeleneteket, amelyekből gyakran fellelhető egy-egy példány Európa képtáraiban. Állatokat, csendéletrészleteket Rubens képeire is festett. Az antwerpeni stúdióban sokan dolgoztak együtt, pontos aláírások, datálások nem születtek, így egyes képek esetében máig is bizonytalan a szerző kiléte, pontosan nem lehet tudni Snyders esetében sem, hogy mely képek tartoznak biztosan hozzá.
Önálló csendéletein gyümölcsöket, szárnyasokat és halakat ábrázolt, ragyogó színezése, anyagszerűsége, természethűsége, gyakran humorral telt kiegészítő alakjai elnyerték mind a megrendelők, mind a közönség tetszését. Sikeresek lettek nagyméretű vadászjelenetei is. A budapesti Szépművészeti Múzeum A héja és a kotlóstyúk és Vadászcsendélet című képeit őrzi.

## Galéria

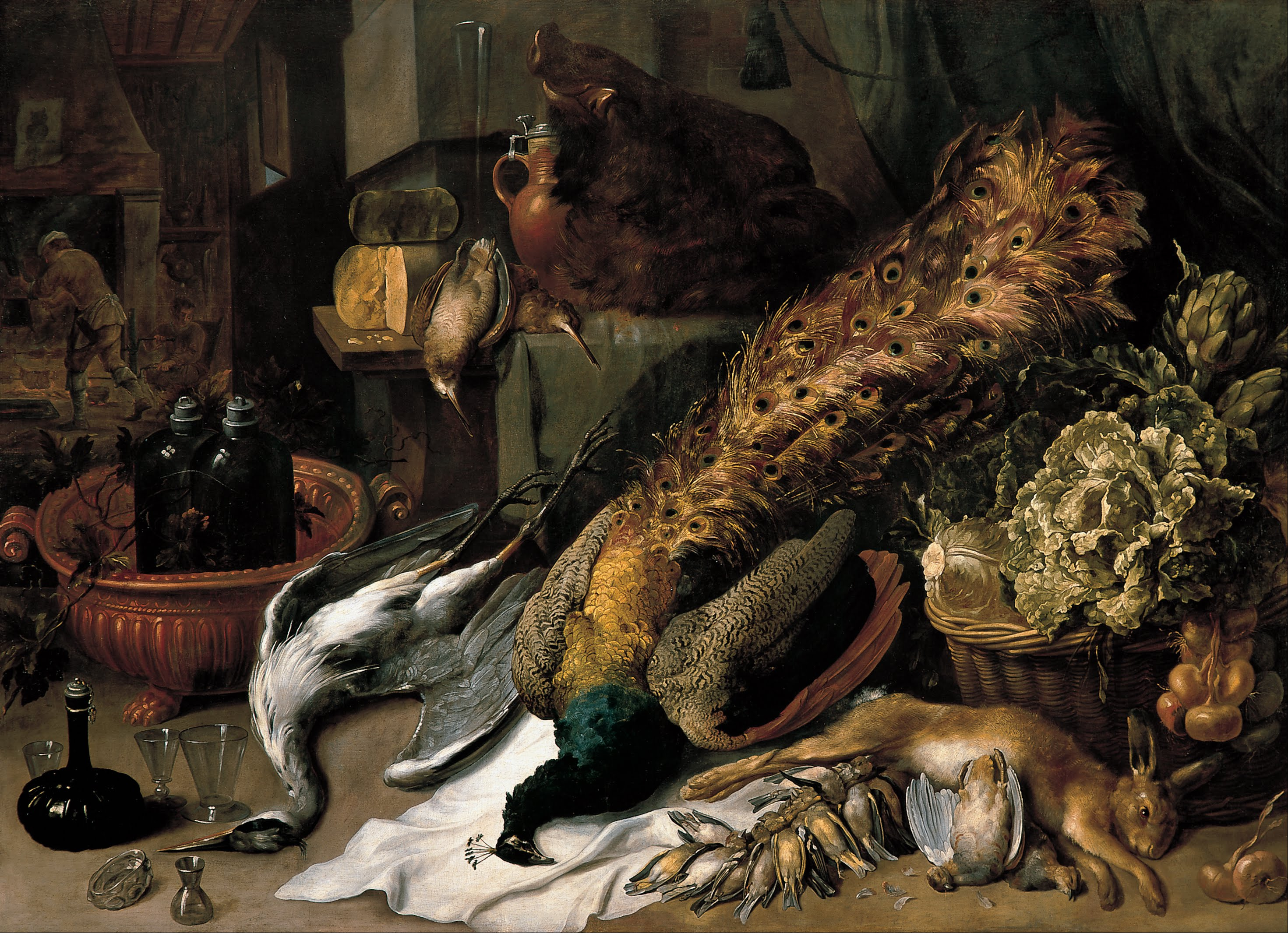
Csendélet frissítő borral (1610-1620 közt)
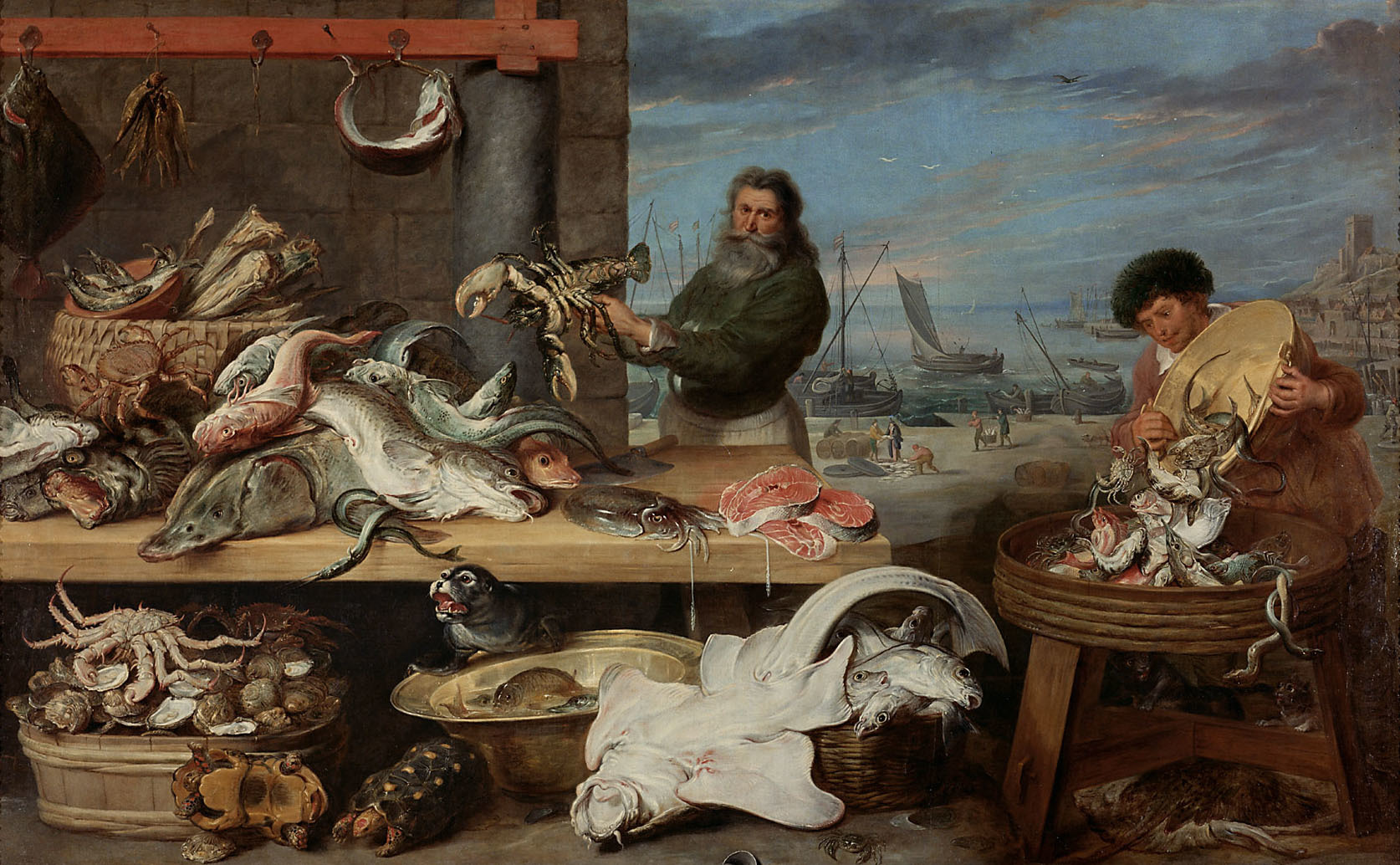
Halpiac (1620-1630 közt)
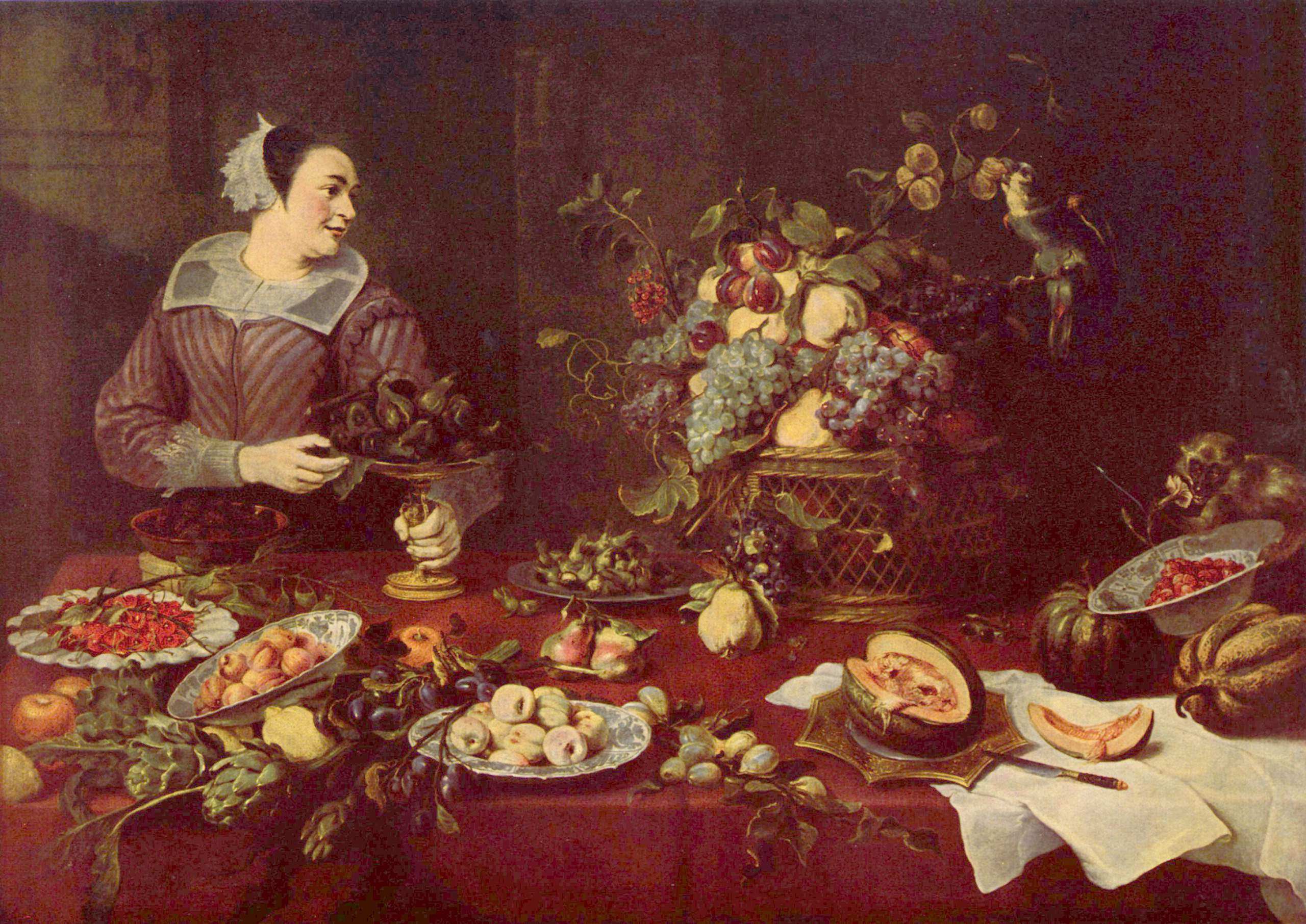
Gyümölcsárus (1636)
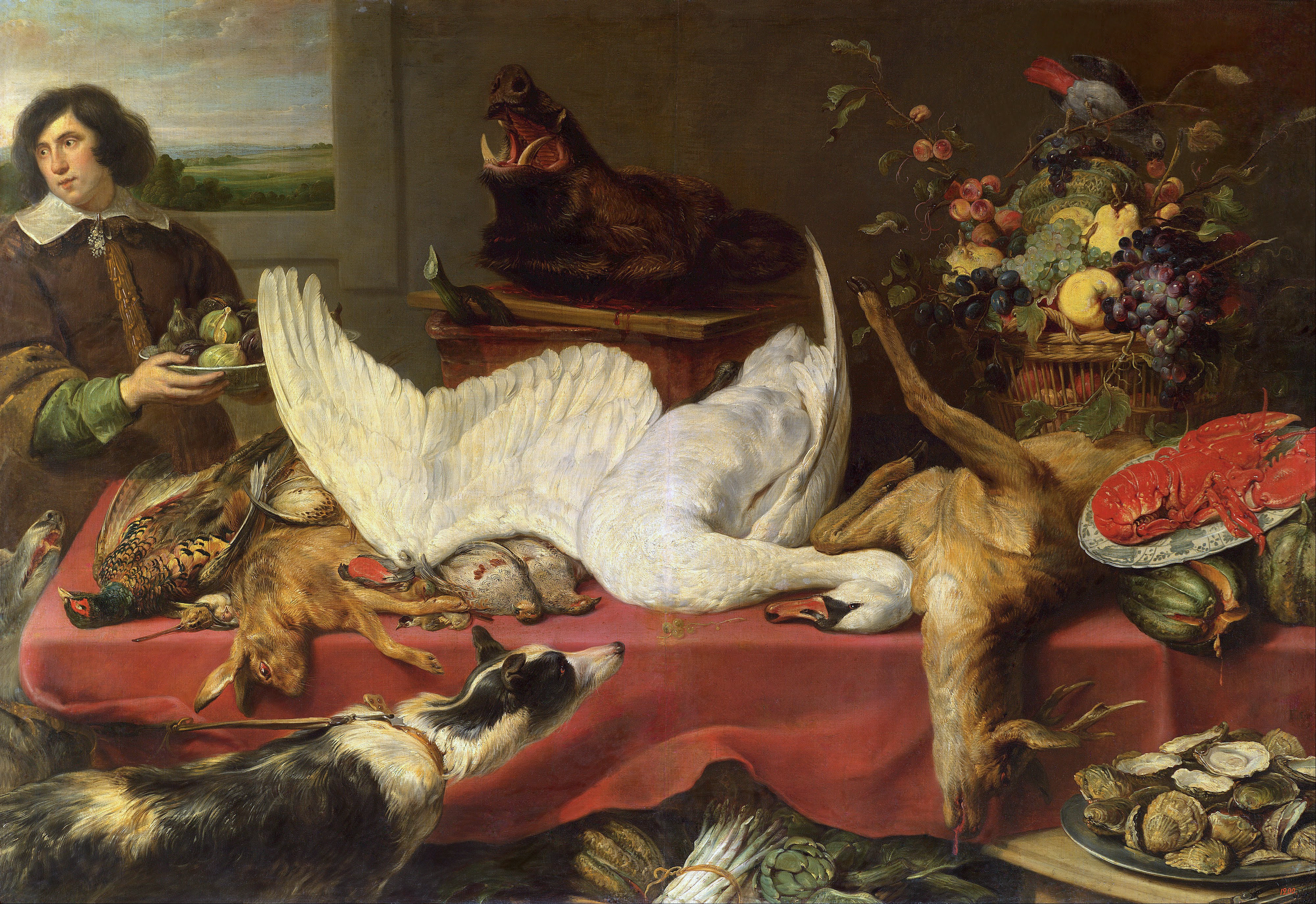
Csendélet hattyúval (1640-es évek)
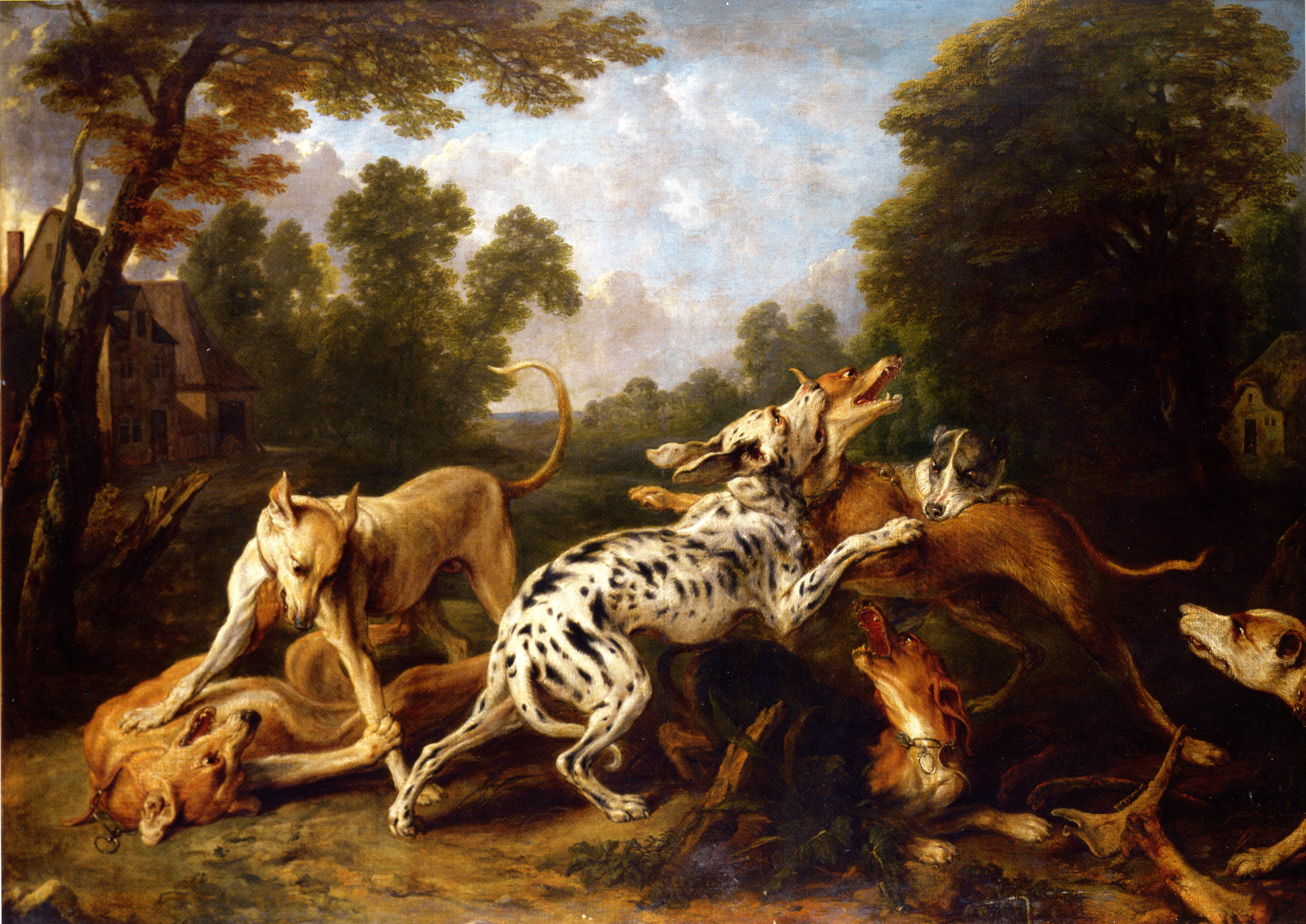
Vadászkutyák harca egy erdei tisztáson